# Johannes Lud de Pfaffenhoffen
Pour les articles homonymes, voir Lud (homonymie).
Pour les autres membres de la famille, voir Famille Lud.
Johannes Lud de Pfaffenhoffen, ou Jean Lud de Pfaffenhoffen, cité à partir de 1461 et mort en 1504, est secrétaire des ducs de Lorraine successifs, Jean II, Nicolas et René II. Il exerce de nombreuses fonctions rédactionnelles, financières et politiques à la cour du duc de Lorraine. Il est nommé fermier et justicier des mines d'argent. Il rédige un ouvrage d'histoire de la Lorraine de son époque.

## Biographie

### Secrétaire épiscopal
Johannes Lud de Pfaffenhoffen est l'officier le mieux attesté dans les archives conservées du duché de Lorraine dans la seconde moitié du XVe siècle. Sa famille paternelle, très mal connue, est peut-être originaire de Pfaffenhoffen, en Alsace. Sa famille maternelle est installée à Saint-Dié, en Lorraine. Son frère, Vautrin Lud, est un chanoine influent de la collégiale de Saint-Dié.
Il est cité pour la première fois en 1461, alors qu'il est secrétaire de l'évêque de Metz Georges Ier de Bade, dont il signe les actes. Il écrit en latin, en français et dans un allemand qui est celui utilisé dans le Nord de l'Alsace. Il a le titre de notaire impérial. Comme la plupart des secrétaires de la cour de Lorraine au XVe siècle et contrairement à ses fils, Johannes Lud ne semble pas avoir suivi de cursus universitaire. L'apprentissage de la rédaction de textes administratifs se fait alors auprès de secrétaires plus expérimentés.

### Secrétaire ducal

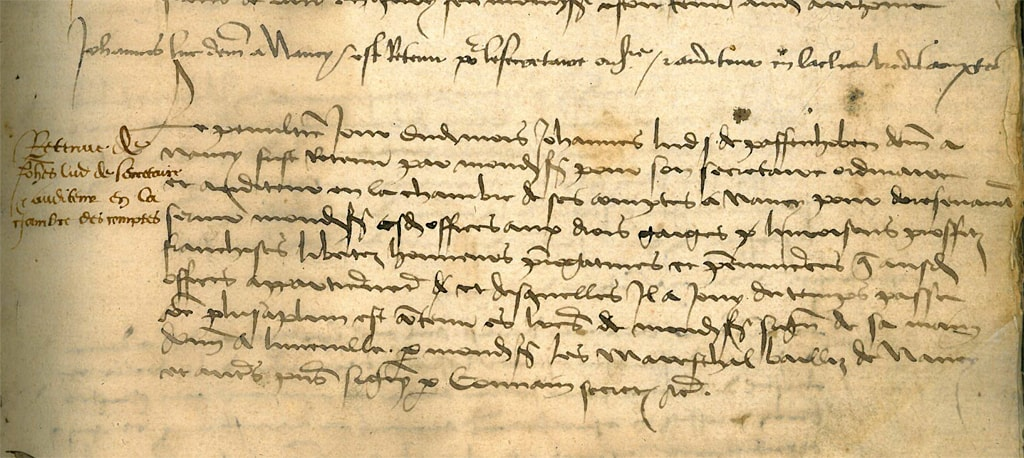
Le duc de Lorraine René II retient Johannes Lud de Pfaffenhoffen (ainsi nommé à la première ligne) comme secrétaire ordinaire et auditeur en la Chambre des comptes de Lorraine, garde du sceau du tabellionnage et Cour de Nancy, contrôleur des eaux et étangs du bailliage d’Allemagne (1473), archives départementales de Meurthe-et-Moselle.

Johannes Lud entre ensuite, au plus tard en 1465, au service du duc de Lorraine Jean II, qui le nomme secrétaire ordinaire, auditeur en la Chambre des comptes, contrôleur des eaux et étangs du bailliage d’Allemagne et garde du sceau du tabellionage et de la cour de Nancy. Ce cumul indique qu'il a une bonne maîtrise du français, de l'allemand et du latin. Il écrit beaucoup de lettres, qu'il signe, pour le duc de Lorraine.
En 1473, des lettres patentes du duc René II le confirment comme secrétaire ordinaire et auditeur à la Chambre des comptes. Elles le nomment, à la première ligne, « Johannes Lud de Pfaffenhoffen ». Johannes Lud est d'abord un secrétaire parmi d'autres, mais en janvier 1477, il accompagne le duc René II lors de la bataille de Nancy. Ce dernier, reconnaissant, le nomme seul secrétaire signant du duché attaché à l’hôtel du duc, où il est désormais logé et nourri. Il signe alors presque toutes les lettres du duc. Dans les années 1480, il n'en signe plus qu'un tiers, et ensuite encore moins. En effet, ses fonctions sont de plus en plus importantes : tout en restant contrôleur des eaux du bailliage d’Allemagne, il travaille à l'hôtel du duc à Nancy et au tabellionage de la ville et s'occupe, en tant qu'auditeur de la Chambre des comptes de Lorraine, de la comptabilité. En 1483, quand René II reprend le Barrois mouvant après la mort de Louis XI, Johannes Lud en vérifie les comptes, jusqu'en 1485.
Quand le duc René II part à Venise en 1486, il remet à Johannes Lud une des trois clés qui ouvre le trésor ducal, qui renferme ses archives,. Lud les fait collationner. Toute la famille Lud profite de la faveur du duc de Lorraine, qui récompense ainsi Johannes : son frère Nicolas devient secrétaire ordinaire du duc en 1477, son autre frère Vautrin devient conseiller et secrétaire en 1490, tandis que ses deux fils Nicolas et Jean deviennent secrétaires respectivement en 1490 et 1501,.

### Du conseil à l'historiographie

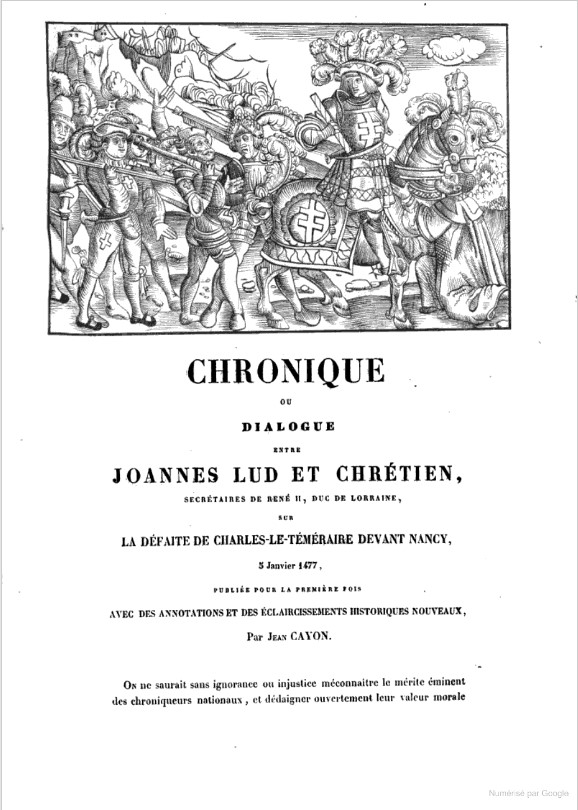
Page de titre de Chronique ou dialogue entre Joannes Lud et Chrétien, secrétaires de René II, duc de Lorraine ..., édition de 1844.

Les activités de Johannes Lud l'amènent à voyager dans tout l'espace lorrain, de Bar-le-Duc à Saint-Dié et de Sierck à Épinal, mais il en sort rarement. Quand le duc de Lorraine René II séjourne à la cour de France en 1498 et 1499, il échange une correspondance nourrie avec Johannes Lud, qu'il charge de réunir ses conseillers et de lui rapporter les délibérations avant la prise de décision. Sous le contrôle du duc, Johannes Lud gère le bailliage d'Allemagne et les relations de la Lorraine avec l'empereur Maximilien d'Autriche.
En 1498 ou 1500, Johannes Lud écrit un texte, qui se présente sous la forme d'un dialogue entre lui-même et Jean Chrétien de Chastenoy (lui aussi secrétaire de René II),, dont les questions servent de relance. Johannes Lud y donne son analyse de la politique de la Lorraine dans la seconde moitié du XVe siècle. Il y décrit notamment les guerres de Bourgogne, la politique de Louis XI, qu'il trouve détestable, celle de Charles VIII, qui ne vaut guère mieux et enfin celle de l'empereur, peu fiable. Johannes Lud fait état d'un clivage ancien entre officiers lorrains pro-bourguignons et officiers barrois pro-français, qu'il rend responsables des guerres de Bourgogne. S'il a été fidèle au duc René II, il semble bien, à le lire, qu'avant 1475 il était plus ennemi des Français que des Bourguignons, dont il minimise les actions hostiles.
Il dépeint le duc René II comme une victime de ses puissants voisins, dont il faut se méfier et l'exhorte à se contenter de ce qu'il a et à renoncer à son projet de guerre en Italie, où il prétend avoir des droits en héritage de son grand-père René d'Anjou. Il est probable que le duc a lu ce texte, qui, resté manuscrit, n'est publié qu'au XIXe siècle.

### Des mines d'argent au baptême de l'Amérique
Johannes Lud, avec le maréchal de Lorraine Oswald, comte de Thierstein, prend à ferme les mines de plomb et d’argent des Vosges, qui nécessitent d'importants travaux de remise en état. Ils prennent modèle sur l'organisation des mines des archiducs d’Autriche. Johannes Lud reçoit l'office de justicier des mines, en 1484. Les mines qu'ils prennent à ferme sont principalement situées à La Croix-aux-Mines. Elles ne permettent pas tout de suite au duché d'atteindre l'autonomie en minerai d'argent pour frapper ses monnaies, mais cela semble être le cas à partir de 1500. Johannes Lud développe des activités financières, notamment de prêt, et cette exploitation minière assoit sa position sociale. Le duc lui accorde en 1488 le droit de construire une maison fortifiée dans la région minière, à Laveline,. Entre-temps, il a été anobli, probablement sous le règne du duc Jean II.
Johannes Lud meurt en 1504,. L'exploitation des mines enrichit aussi son frère, Vautrin Lud, qui lui succède comme justicier des mines et qui en fait profiter son chapitre de Saint-Dié et y fonde, avec son neveu Nicolas Lud, fils de Johannes, un centre d'imprimerie qui imprimera en 1507 la Cosmographiae Introductio, où figure le planisphère de Waldseemüller, où, pour la première fois, le continent récemment découvert est nommé Amérique. Les profits engrangés servent également à la constitution du gymnase vosgien de Saint-Dié,.

### Mariage et descendance
Johannes Lud épouse, sans doute en second mariage, Agnès d’Einvaux, qui fait partie d’une famille d’officiers ducaux de Saint-Dié. Elle est la fille de Claude d'Einvaux, lieutenant de Saint-Dié et intendant des mines du Val-de-Lièpvre et d'Agnès Melian. Leurs deux fils, Nicolas et Jean, font des études universitaires, Nicolas dans les universités de Fribourg-en-Brisgau en 1486 et de Heidelberg en 1487 et Jean à l'université de Bâle.

## Œuvre
- Chronique ou dialogue entre Joannes Lud et Chrétien, secrétaires de René II, duc de Lorraine sur la défaite de Charles-le-Téméraire devant Nancy : publiée pour la première fois avec des annotations et des éclaircissements historiques nouveaux par Jean Cayon, Nancy, Cayon-Liébaut, 1844, 76 p. (lire en ligne)[28].